# ОШ „Јован Шербановић” Крепољин
ОШ „Јован Шербановић” у Крепољину, насељеном месту на територији општине Жагубица, државна је установа основног образовања.

## Историјат школе
Школа у Кепољину је почела са радом 1850. године. Велике заслуге за отварање школе у Крепољину имао је Илија Савић, Председатељ суда обштине Крепољинске. Неколико година по отварању школе поменути Илија Савић са народом подиже зграду за школу (на месту где се сада налази Месна канцеларија). Ова зграда коришћена је све до 1930. године, када су се ђаци уселили у нову зграду, која се и данас користи. Занимљивост за прву школску зграду је да је једно време служила за смештај генератора (динамо-машине) која је осветљавала један део Крепољина.
Скоро до краја 19. века школу су похађала само мушка деца и углавном су била сврстана у једно одељење. Забележено је да је школске 1859/60. године  у Крепољину било 36 ђака: 24 у првом и 12 у другом разреду.
Нова школска зграда подигнута је 1929. године и састојала се од три учионице, сале и четири просторије које су служиле за смештај учитеља и као канцеларија.
Почетком шесдесетих година почела је доградња нових шест учионица уз учешће мештана Крепољина и у раду и у новцу. Прве ђаке нове учионице примиле су школске 1963/64. године, а комплетна зграда завршена је у пролеће 1969. године.
Потребе за већим и функционалним простором задовољене су даљом доградњом која је отпочела 1978. године при чему је дограђено пет нових учионица и фискултурна сала са пратећим просторијама. Тада је у целој школској згради уведено централно грејање. Све ово је стављено у функцију 1. септембра 1979. године.